# 航空科学博物館
航空科学博物館（こうくうかがくはくぶつかん）は、千葉県山武郡芝山町岩山にある、日本最初の航空専門の博物館である。運営は公益財団法人航空科学博物館。成田国際空港の近隣にある。博物館を含む芝山町の成田空港A滑走路南側一体は「スカイパークしばやま」となっている。

## 展示内容

### 屋内展示場
- 1階と2階は航空機などの各種展示となっている。ボーイング747の実物パーツ（主翼の一部、エンジン、客室輪切り、貨物コンテナ）、実物大客室モックアップ、成田国際空港の模型などが展示されている。
  - 展示スペース中央にはボーイング747-400試作機（機体記号 N401PW[注釈 1]）の模型があり、それをシミュレーターで実際に操縦する事が出来る（当日予約制、有料）。
  - DC-8のフライトシミュレータが設置されており、日替わりの飛行経路で遊覧飛行が行われる（操縦は出来ない、客室部分はYS-11。当日予約制、有料）。
- 西棟（写真左側の建物）の屋上に出て、成田国際空港のA滑走路を眺めることが出来る。
- 4階と5階は管制塔のような部分に入っている。
- 4階は展望レストラン「バルーン」。成田国際空港のA滑走路の離着陸を見ながら食事を行うことが出来る。
- 5階は展望室となっていて、係員の飛行機の解説を聞きながら離着陸する飛行機を見ることが出来る[5]。また、実際に使われていた空港管制機材も展示されている。

### 体験館
2019年8月のリニューアルで追加された建物。
- 1階はホールになっており、工作やトークショーなどのイベントを行うことが出来る。
- 2階はシミュレーター室になっており、ボーイング737MAX（コクピット全体を再現した完全タイプ、小学4年生以上）とボーイング777（機長席計器のみの簡易タイプ、小学1年生以上）が体験出来る（当日予約制、有料）。
- 3階はバリアフリー対応の展望台となっている。

### セクション41
- 中央棟と体験館の間に、ボーイング747-200（機体番号 N642NW）機首部分（セクション41と呼ばれる）の実物が展示されている[6]。当日予約制（有料）でガイド付きの室内見学ツアーを実施している。

### 屋外展示場
- 屋外展示場にはYS-11試作1号機[3][7] 試作機を初めとする各種航空機や[3]、実際に使われていたトーイングトラクター[注釈 2]が展示されている。また、東峰神社から遷座してきた航空神社も設けられている。

屋外展示品
- セスナ 195（JA3009） - 元朝日新聞社「朝風」
- MU-2（JA8628） - 元三菱重工業社有機
- FA-300（JA5258） - 試作一号機
- YS-11（JA8611） - 試作一号機
- シコルスキー S-62A（JA9156） - 元海上保安庁機
- アエロスパシアル SA330（JA9512） - 元東京消防庁「ゆりかもめ」・三菱重工ライセンス生産機
- カモフ Ka-26（JA7990）
- セスナ411（en）（JA5151）　- 元中日新聞社「おおたか」
- ビーチ 33 ボナンザ（JA3440） - 元航空大学校訓練機
- セスナ421（en）（JA5238）　- 元毎日新聞社「金星II」
- ビーチ ターボバロン（JA5159）　- 元毎日新聞社「明星」
- リアジェット25B（en）（N25MB） - 成田空港美整社より2008年12月に寄贈[8]
- エアロコマンダー680（JA5073） - 元アジア航測社有機
- ロビンソン R22（JA7758） - 元本田航空社有機
- セスナ175（en）（JA3944）
- トーイングトラクター（元全日空小型車1台・元ユナイテッド航空大型車1台）

## 設立の目的
特に青少年に対し航空に関する科学知識についてその啓発を図り、もって航空思想の普及及び航空科学技術の振興に寄与し、あわせて日本の航空の発展に資する

## 沿革
- 1977年（昭和52年） - 地元自治体の芝山町より、新東京国際空港の開港に関連し、離農した農家の雇用対策を兼ねた博物館建設の要望が、運輸大臣に提出される[9]
- 1978年~1982年度 - 各国の航空博物館調査や設置場所・設計の検討が行われる[10]
- 1984年（昭和59年） - 博物館の建設・運営の事業主体となる財団法人航空科学振興財団が設立[10]
- 1988年（昭和63年） - 博物館工事に着工[10][11]
- 1989年（平成元年）8月1日 - 開館[1][3][10]
- 1994年（平成6年） - 入館者100万人を達成[3]
- 1999年（平成11年） - 新東京国際空港第1ターミナルビル内にミュージアムショップ「バイプレーン」を開店[3]
- 2001年（平成13年） - 航空神社が東峰神社より博物館敷地に遷座
- 2003年（平成15年）4月19日 - 映像や制御装置などを改善し、新装開館[12]
- 2004年（平成16年）1月18日 - 入館者300万人を達成[10]
- 2011年（平成23年）6月23日 - 成田国際空港株式会社が、当施設敷地南側（駐車場）内に、成田空港闘争の史実や反対派の実物ヘルメットなどを展示した資料館「成田空港 空と大地の歴史館」を建設し開館（入館料は無料）
- 2011年（平成23年）8月4日 - ボーイング747-200・セクション41の展示を開始[6]
- 2012年（平成24年）4月1日 - 公益財団法人航空科学博物館に移行[10]
- 2015年（平成27年）6月20日 - 博物館敷地内に「航空科学博物館バスターミナル」を開設[10]
- 2018年（平成30年）12月 - リニューアルのため休館。2019年1月から7月までは、リニューアル工事をしながら開館する[13]
- 2019年（令和元年）8月1日 - リニューアル完了

## 利用案内
- 所在地：〒289-1608 千葉県山武郡芝山町岩山111番地3
- 開館時間：10:00 - 17:00（入場は16:30まで）
- 休館日：月曜日（月曜日が国民の祝日の場合は、その翌日）、年末年始（12月29日 - 12月31日）
- 入館料：大人700円、中高生300円、子供（4歳以上）200円
  - 団体割引（20名以上）20%割引
  - 主要クレジットカード支払い可能
- 駐車場あり（無料）

## ミュージアム・ショップ
- ミュージアム・ショップが1階ロビー脇（無料エリア）にある。
  - 開館時間、休館日は博物館と同様
- 成田国際空港第1旅客ターミナルビル内に航空科学博物館直営の店舗「バイプレーン」がある。

## ギャラリー

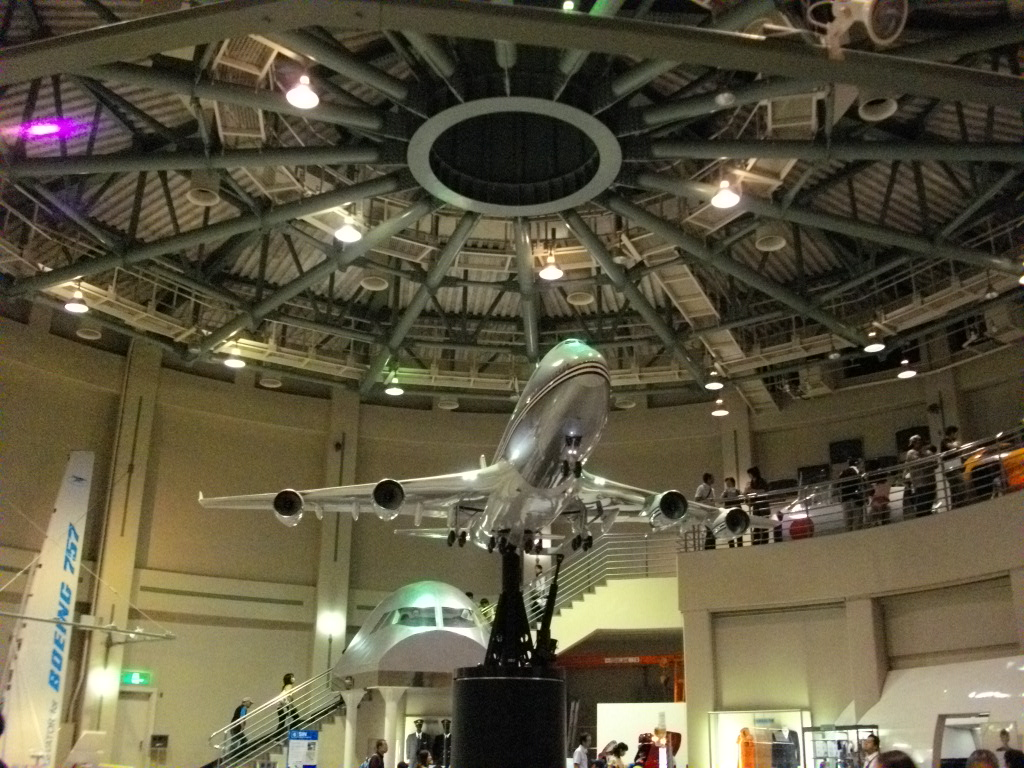
西棟（ボーイング747模型）
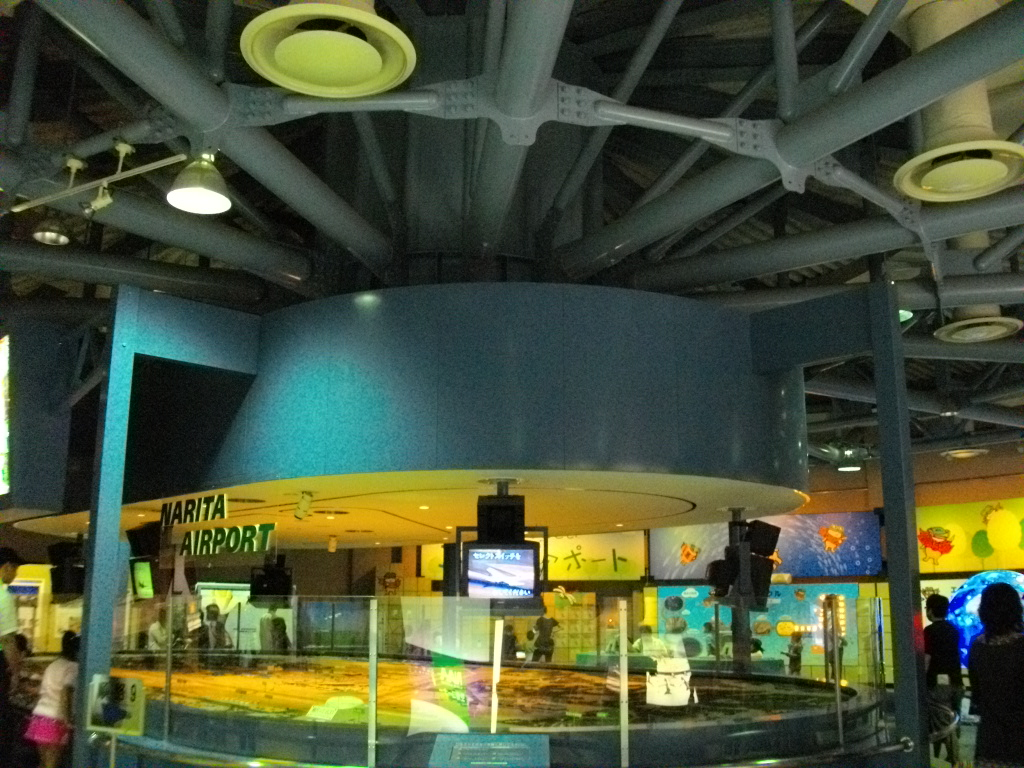
東棟（成田空港模型）
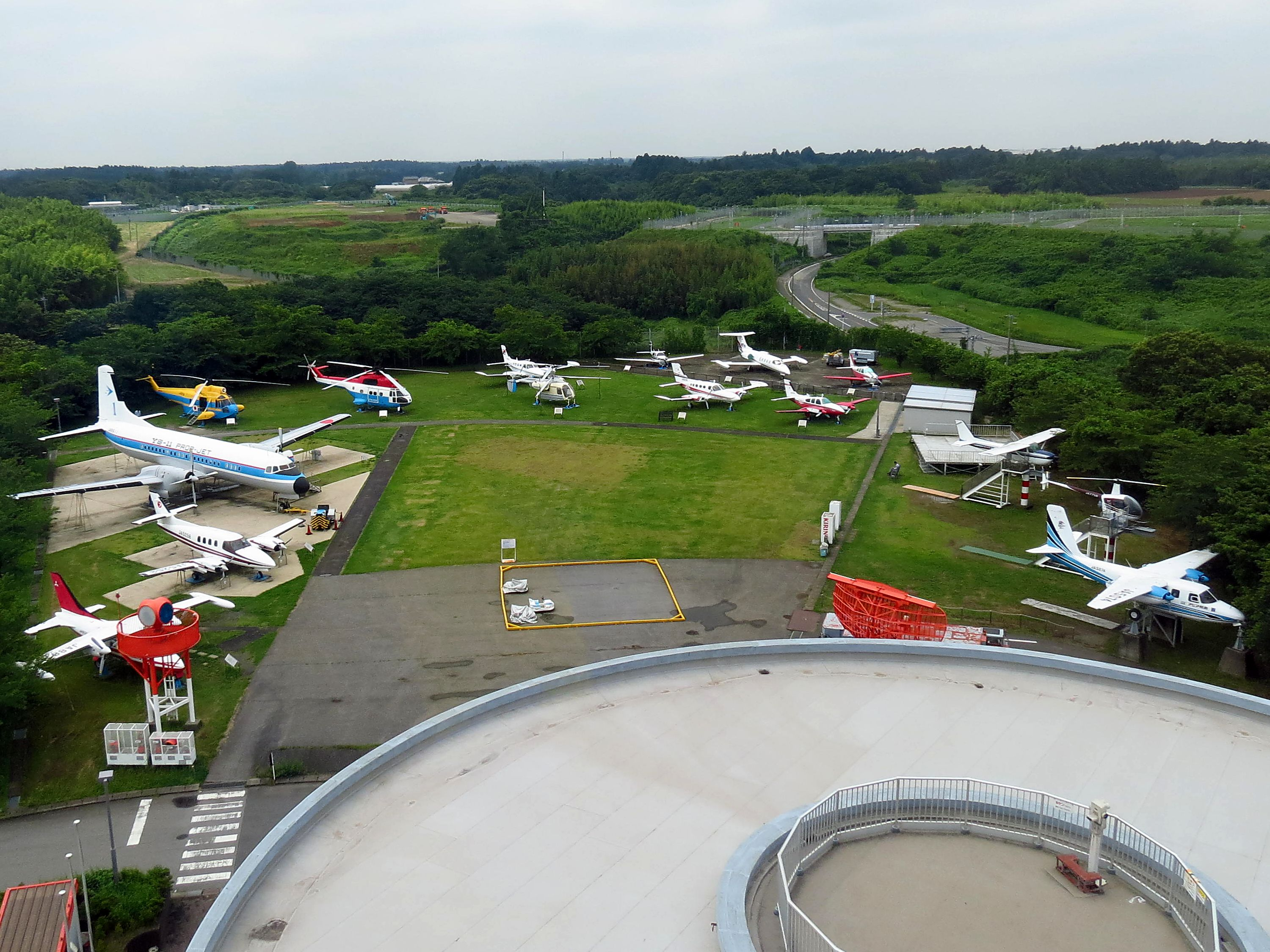
中央棟展望台から西棟屋上展望台（右下）および屋外展示場を望む
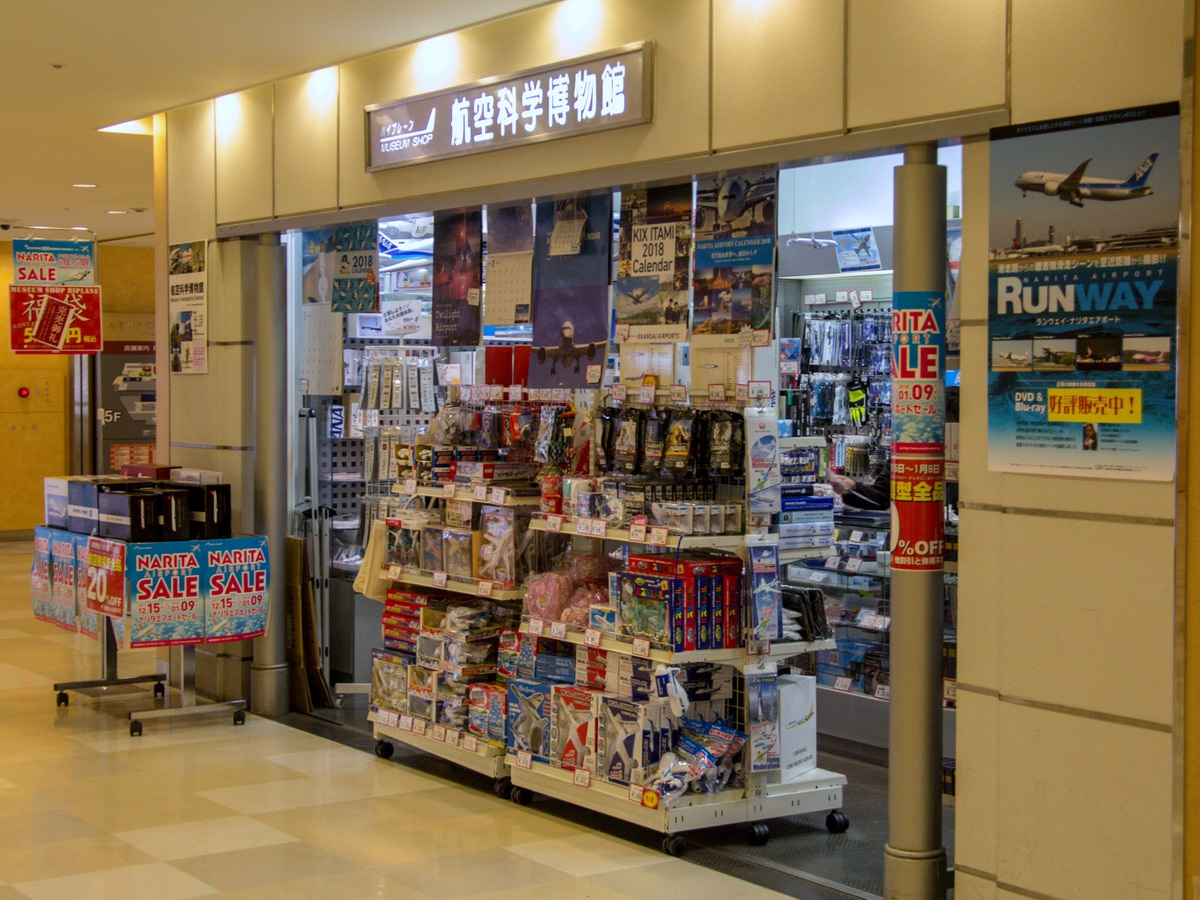
成田国際空港内ミュージアムショップ「バイプレーン」
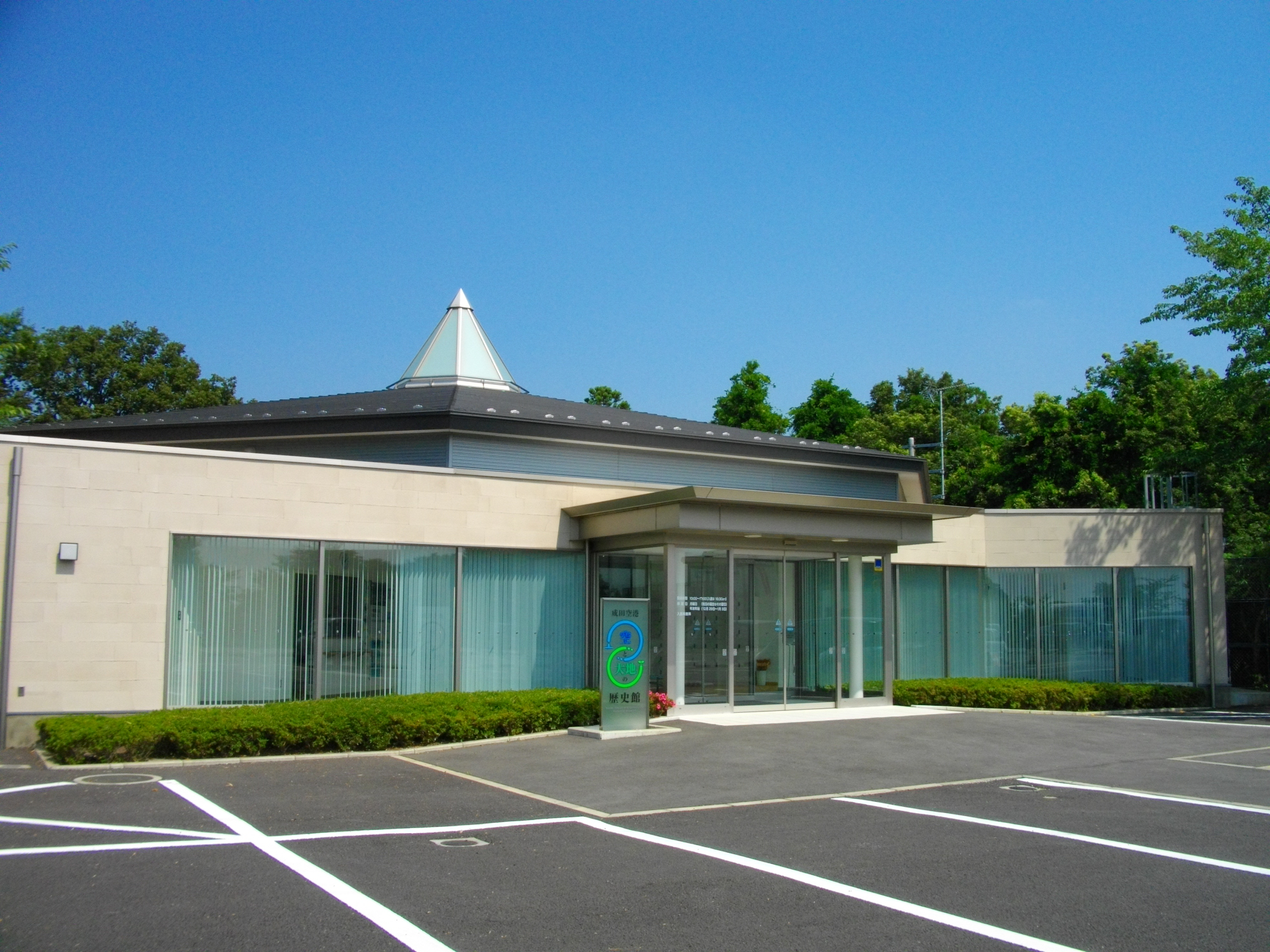
成田空港 空と大地の歴史館
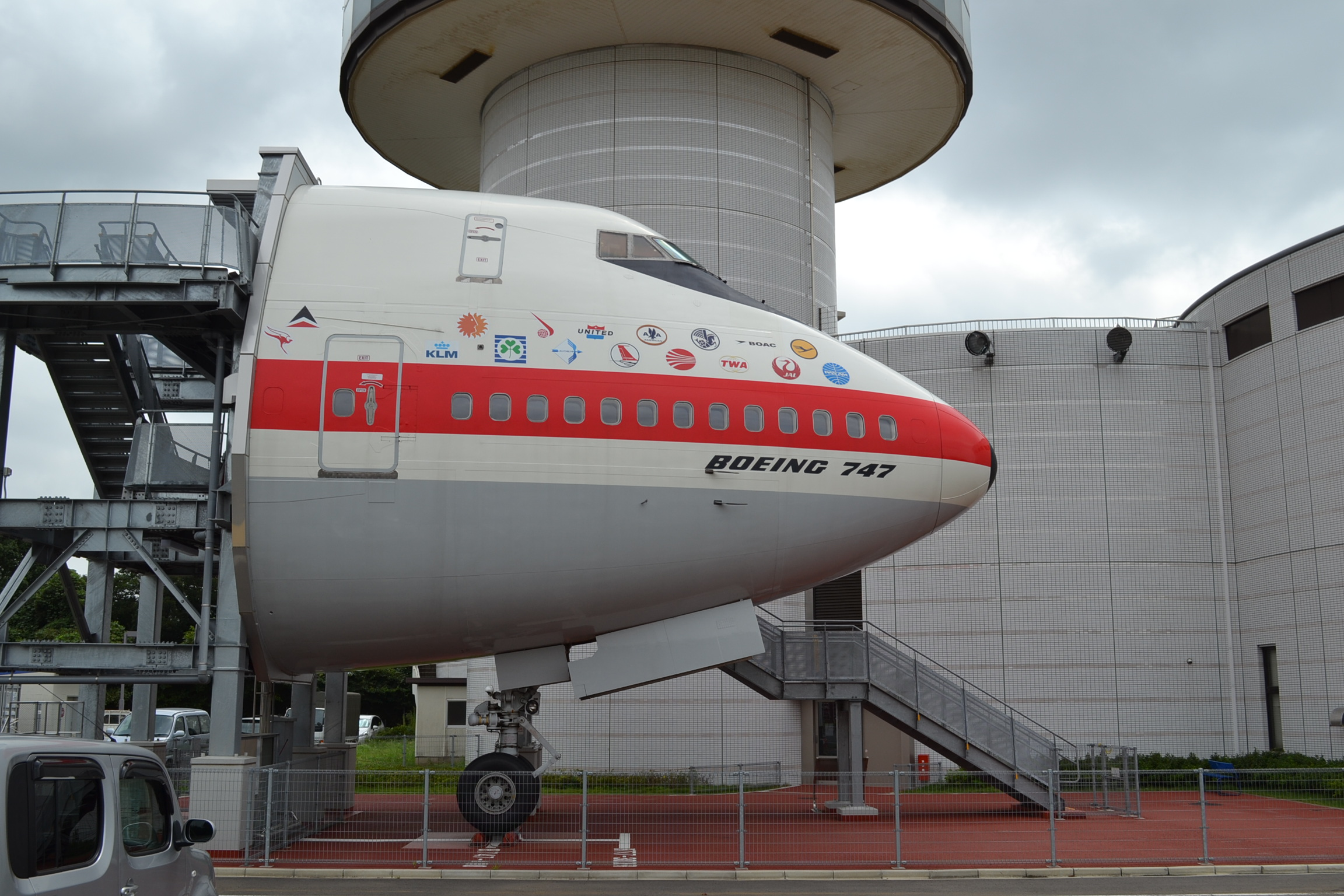
「セクション41」
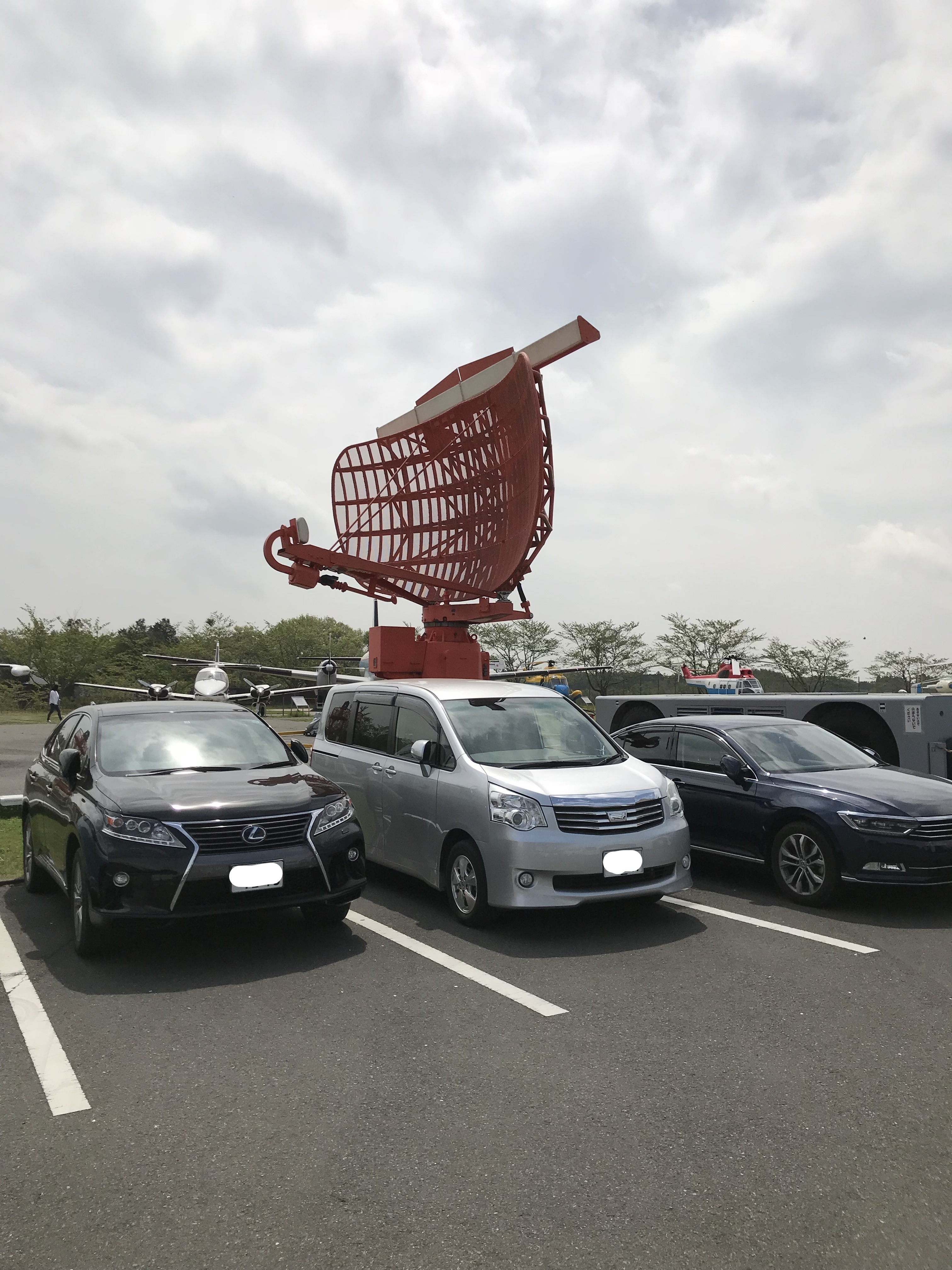
敷地内に展示される空港監視レーダー
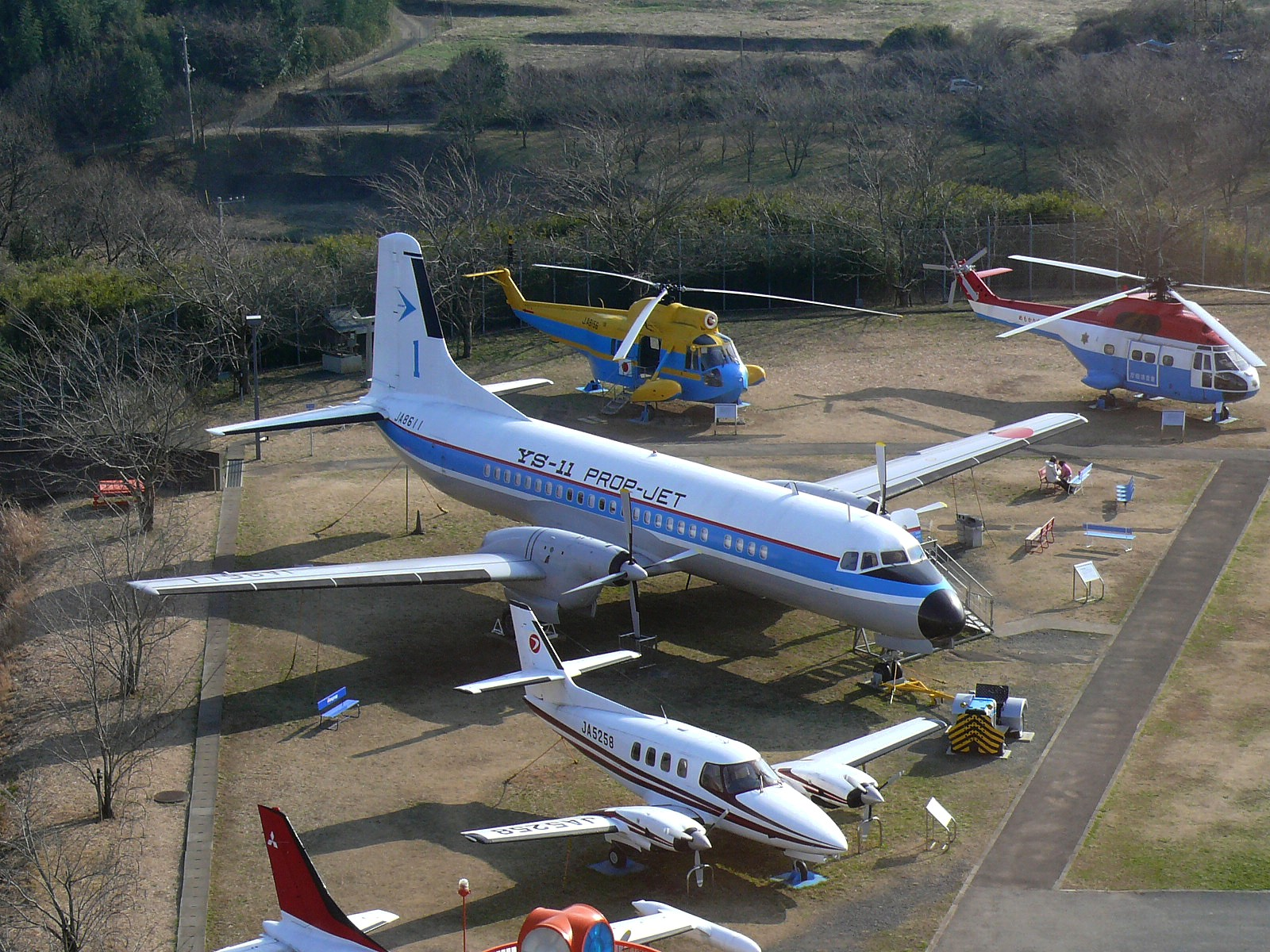
YS11

## 交通アクセス

### 自動車
- 国道296号、千葉県道62号成田松尾線 愛称「芝山はにわ道」から約500メートル入った所にある。

### 鉄道
- 芝山鉄道芝山鉄道線：芝山千代田駅（徒歩30分）
  - 鉄道利用者には自転車の無料貸し出しサービスがある[14]。（9時 - 18時まで、数限定）（2021年11月現在貸出休止中）

### 一般路線バス
（※利用するバスによってバス停が違うので要注意）
- 成田国際空港から路線バスで15分
- JR成田駅からJRバスで23分

「航空科学博物館」バス停（敷地内）
京成バス千葉イースト成田空港営業所
【平日のみ、南部博物館線・さくらの山線、循環運転】
- さくらの山（一部のバスが始発） - 成田空港第2旅客ターミナル - 臨空ビル前・芝山千代田駅入口 - 南部貨物地区 - 航空科学博物館 - サテライト成田 - 航空科学博物館 - 臨空ビル前・芝山千代田駅入口 - 成田空港第2旅客ターミナル
- 成田空港第2旅客ターミナル - 臨空ビル前・芝山千代田駅入口 - 南部貨物地区 - 航空科学博物館 - 空の駅 風和里しばやま - ひこうきの丘 - 三里塚 - 航空科学博物館 - 臨空ビル前・芝山千代田駅入口 - 成田空港第2旅客ターミナル

【土休日のみ、そらまる線】
- 成田空港第2旅客ターミナル - 臨空ビル前・芝山千代田駅入口 - 南部貨物地区 - 航空科学博物館 - サテライト成田
- （一方方向のみ）さくらの山→成田空港第2旅客ターミナル→空の駅 風和里しばやま→ひこうきの丘→航空科学博物館→臨空ビル前・芝山千代田駅入口→成田空港第2旅客ターミナル

JRバス関東
- JR成田駅 - 成田山前 - さくらの山（一部のバスが経由） - 三里塚 - 航空科学博物館 - 多古台バスターミナル - 八日市場駅

「航空博物館入口」バス停（芝山はにわ道沿い）徒歩10分
空港シャトルバス
- 成田空港第2旅客ターミナル - 芝山千代田駅 - 南部貨物地区 - 航空博物館入口 - 芝山文化センター - 横芝屋形海岸

### 高速バス
「航空科学博物館」バス停（敷地内）
東京 - 富里・多古線（JRバス関東・千葉交通）東京駅から高速バスで約1時間30分から1時間40分
- 東京駅（下りは八重洲南口発、上りは日本橋口着） - 航空科学博物館 - 多古台バスターミナル